# Koło żylne mózgu
Koło żylne mózgu (łac. circulus venosus cerebri, circulus venosus Ridleyi) – w anatomii człowieka układ połączonych ze sobą żył na dolnej powierzchni kresomózgowia. Na koło żylne mózgu składają się, biegnące wzdłuż linii środkowej, po obu jej stronach, obie żyły podstawne i obie żyły przednie mózgu, a także dwie krótkie poprzeczne żyły je łączące: żyła łącząca przednia, przebiegająca od przodu od skrzyżowania wzrokowego, łącząca żyły przednie mózgu, i żyła łącząca tylna, położona wzdłuż górnego brzegu mostu, łącząca żyły podstawne. Żyły łączące wytwarzają w ten sposób zespolenia między układem żylnym lewej i prawej półkuli. Żyła łącząca tylna może nie występować, wtedy koło żylne nie jest zamknięte.